# Frynosoma rogata
Frynosoma rogata (Phrynosoma cornutum) – jaszczurka z rodziny Phrynosomatidae, dawniej uważanej za podrodzinę legwanów (i wciąż uznawanej za taką przez część naukowców).

## Zasięg występowania
Tereny Ameryki Północnej, od stanów Kolorado i Kansas na północy do północnego Meksyku na południu i od południowo-wschodniej Arizony na zachodzie do zachodniej części Missouri, Arkansas i Luizjany na wschodzie; introdukowane, izolowane populacje występują też w Karolinie Północnej i na Florydzie.

## Budowa ciała
Długość ciała 12–13 cm (w tym ogon 4 cm). Ciało bardzo silnie spłaszczone i szerokie. Zwężenie szyi niewidoczne, ogon spłaszczony i bardzo krótki. Na głowie dwa duże wyrostki, przypominające rogi. Wzdłuż boków tułowia i ogona biegnie pojedynczy rząd dużych, stożkowatych łusek, zaś cały grzbiet jest pokryty mniejszymi kolcami.
Ubarwienie ciała szarobrązowe. Wzdłuż kręgosłupa biegnie żółta linia, zaś w poprzek ciała biegnie kilka, również żółtych, poprzecznych, falistych linii.

## Biologia i ekologia

### Tryb życia
Występuje na terenach  górzystych i suchych, piaszczysto-kamienistych. Prowadzi dzienny tryb życia. Porusza się wyjątkowo powoli i ociężale.
Zdenerwowana frynosoma może wystrzelić strumyk krwi z oczu, by odstraszyć drapieżniki. W takiej sytuacji przez pewien czas nie widzi w związku z zalaniem oczu krwią.

### Odżywianie
Ok. 70% jej diety stanowią mrówki z rodzaju Pogonomyrmex, uzupełnia dietę innymi drobnymi stawonogami.

## Ochrona
Gatunek ten od 2023 roku jest objęty załącznikiem II konwencji waszyngtońskiej (CITES) i aneksem B UE.